# Gilbert Khunwane
Gilbert „Ghisto“ Khunwane (* 15. Juni 1977 in Mmankgodi) ist ein ehemaliger botswanischer Boxer.

## Sport
Gilbert Khunwane nahm an den Olympischen Sommerspielen 2000 in Sydney teil. Bei der Eröffnungsfeier war er Fahnenträger der botswanischen Mannschaft. Im Leichtgewichtsturnier schied er in der ersten Runde gegen den späteren Bronzemedaillengewinner Cristian Bejarano aus.
Khunwane gewann eine Bronzemedaille bei den Commonwealth Games 2002 in Manchester. 2005 trat er zurück und arbeitet seither als Trainer. Er war Kapitän der botswanischen Nationalmannschaft.
Im Februar 2019 wurde er zum Vizepräsidenten der Botswana Boxing Association ernannt. 2021 wurde er Präsident des Verbandes.